# Biblioteca Judaica Principal

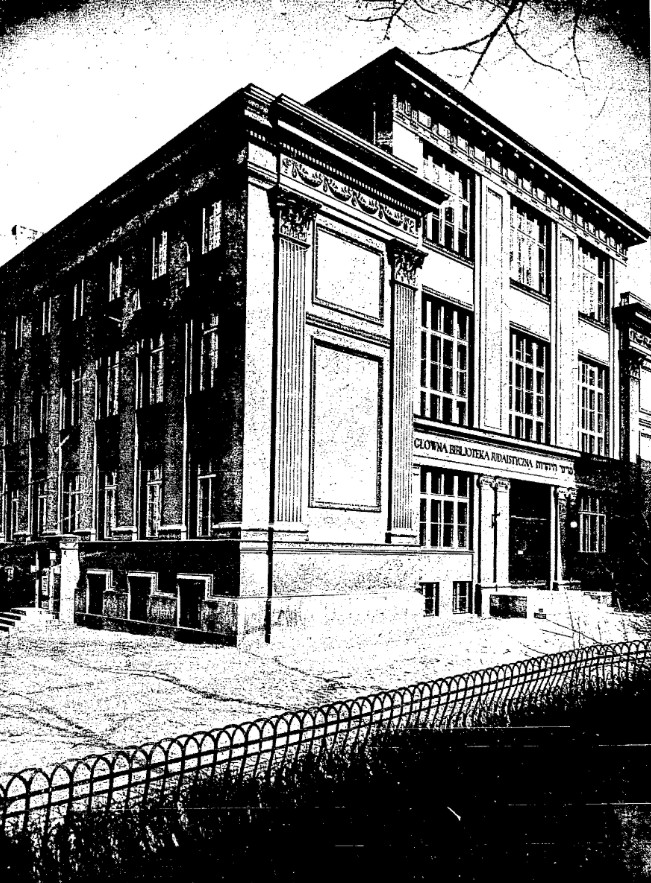
El edificio de la Biblioteca Judaica Principal fue erigido en los años 1928-1936 en la calle Tłomackie 3/5 según el proyecto de Edward Eber

Biblioteca Judaica Principal o la Biblioteca Judaica Central - una biblioteca (ahora inexistente) que recogía colecciones relacionadas con el judaísmo y la historia de los judíos en Polonia.

## Descripción
Fue fundada en los años 1879-1880 como la biblioteca de la Gran Sinagoga de Varsovia por iniciativa de Ludwik Natanson, que presentó la idea de fundarla en 1860. Los recursos para fundar la biblioteca fueron recolectados a través de la recaudación pública. En su posterior existencia, fue apoyada tanto por los individuos como por el comité de la sinagoga. En la biblioteca, durante muchos años, funcionaba la Comisión Histórica (hasta el año 1914). Su tarea era obtener colecciones, sobre todo documentos de archivo de kehilá y varios manuscritos. La actividad de este comité fue dirigida por Samuel Poznański. Mojżesz Moszkowski fue un bibliotecario en este lugar durante muchos años. 
En 1927, por iniciativa de Mojżesz Schorr, se comenzó a construir una nueva sede de la biblioteca. El nuevo edificio fue levantado en los años 1928-1936 en la calle Tłomackie 3/5, según el proyecto de Edward Eber. Dentro de la biblioteca, también tenía su sede el Instituto de Estudios Judaicos. El edificio fue diseñado al estilo del historicismo modernizado (semi-modernismo) y se refería a la Gran Sinagoga localizada cerca de la biblioteca.
Desde noviembre de 1940 hasta marzo de 1942, el edificio se encontraba dentro de los límites del gueto de Varsovia. Dentro se ubicaban: la sede de la Autoayuda Social Judía, un punto de parada para los judíos expulsados de Alemania y un almacén de muebles robados en el gueto. Se preservó, aunque estropeado, tanto del Levantamiento del Gueto de Varsovia como del Levantamiento de Varsovia. Las colecciones de la biblioteca fueron saqueadas por los alemanes. Después de la guerra, algunas de ellas fueron recuperadas (según otra fuente, la Biblioteca perdió el 100% de sus colecciones, es decir, 40 mil unidades).
El 16 de mayo de 1943, después de destruir la Gran Sinagoga, en el edificio se produjo un incendio, que dejó las huellas en el pavimento del vestíbulo en la planta baja. El edificio se encontraba en la Avd. Świerczewskiego 79, hasta recuperar su nombre antiguo de la calle Tłomackie, en los años 80 del siglo XX.

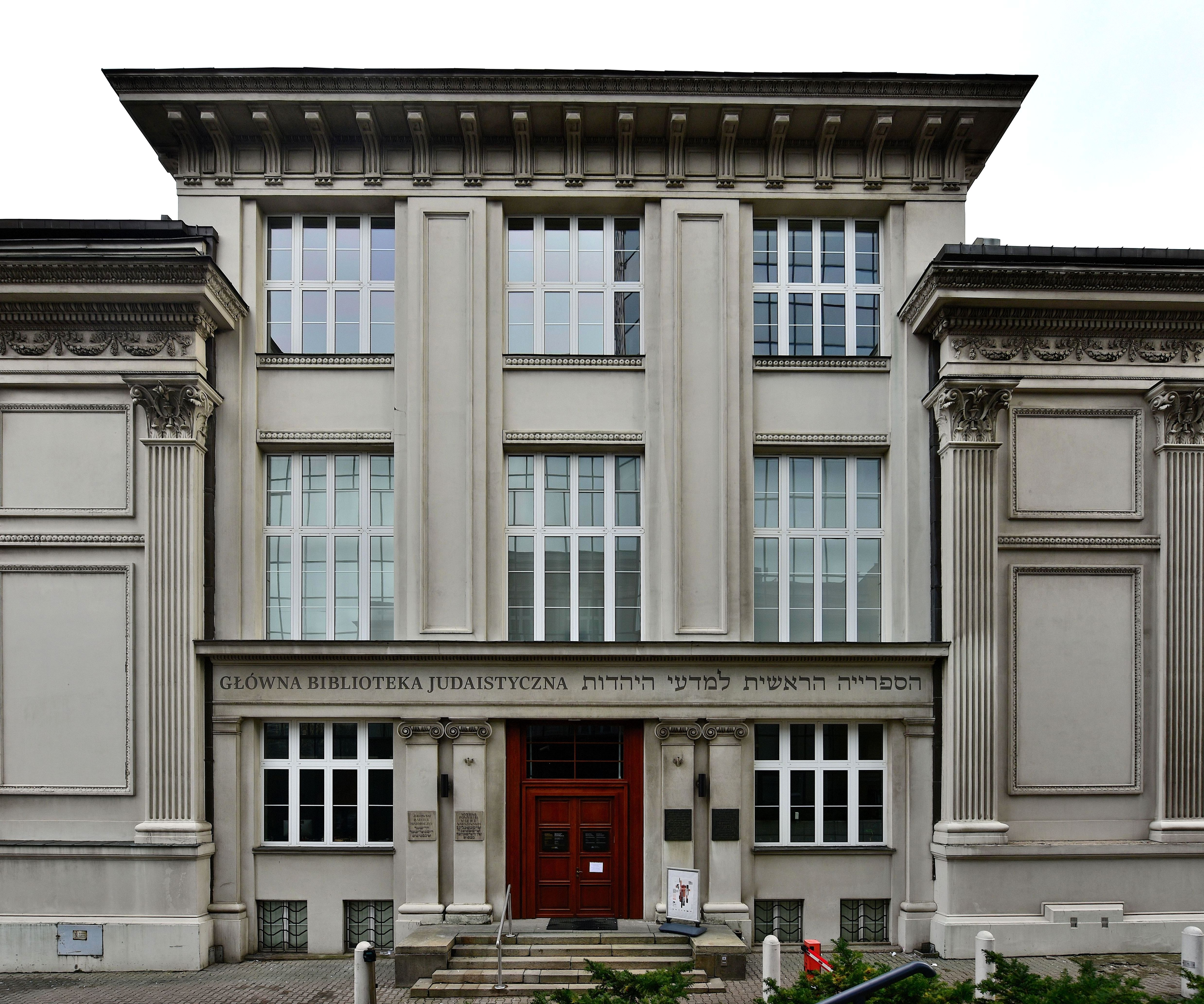
La fachada del edificio. Inscripción visible en polaco y hebreo reproducida en 2016

Actualmente, en el antiguo edificio de la biblioteca se encuentra el Instituto Histórico Judío.
Un fragmento del gueto en el que en los años 1940-1942 se encontraban, entre otros, La Biblioteca y la Gran Sinagoga, ha sido conmemorado (desde 2008) por uno de los monumentos de las fronteras del gueto en la calle Bielańska, esquina de la calle A. Corazzi.
La actividad de la Biblioteca Judaica Principal está siendo continuada por la portal de internet llamado Biblioteca Central Judía.
En mayo de 2016, se recreó la inscripción preguerrera: Biblioteca Judaica Principal en polaco y hebreo sobre la entrada principal del edificio.